# María Matuz
María Matuz (Casas Blancas, Vícam, Sonora 1924, 30 de julio de 2012) fue una curandera indígena, chamana Yaqui en Sonora, famosa por sus poderes de sanación y por ser un referente de las tradiciones y cultura indígena en el norte de México. 

## Biografía
Empezó con el uso de plantas medicinales a muy temprana edad. Sus poderes de sanación llevaron a personas locales y extranjeras a la localidad de Vícam, uno de los ocho pueblos yaquis que concentra la mayor población de este pueblo originario en el estado de Sonora.
Según testimonios, María fue capaz de controlar el poder de la oración y el roce de sus manos con la tierra, el fuego, el aire y el agua.En la década de los ochenta, Matuz fue llevada a Hermosillo, por el Gobernador Samuel Ocaña, para que hiciera llover y erradicara la sequía que amenazaba al pueblo de Sonora. La presa Abelardo L. Rodríguez estaba seca y Eloy Bustamante, en su libro María Matus afirma que, parada en el bordo de la presa, alzó los brazos e invocó al cielo. Después de varios minutos de oración profunda y meditación, en el horizonte se vio un relámpago, al poco tiempo comenzó a llover y en menos de dos horas la presa empezó a recibir un gran caudal de agua de ambos ríos que la nutren.
A pesar de ser una chamana poderosa era una mujer introvertida que se negó a dar entrevistas, no aprendió a hablar español, solo hablaba su lengua materna y utilizaba intérpretes para comunicarse con las personas que la visitaban, Matuz era un símbolo de la comunidad muy respetado.
Su fama trascendió fronteras recibió visitas de personalidades, como el pintor José Luis Cuevas, el cantante Joan Sebastián, Abraham Zabludovsky, la actriz Laura Flores, así como famosos luchadores y beisbolistas, entre otros. 
Muere a los 88 años de edad debido a complicaciones derivadas de una cirugía de cadera.
Recibió un homenaje póstumo por parte de la Secretaría de Salud en un encuentro de Enriquecimiento Mutuo de Médicos Tradicionales e Institucionales. 

## Legado
María Matuz dejó discípulos para que su conocimiento y legado curativo no se perdiera, dejó mucha enseñanza al mundo sobre herbolaria, y sobre el misticismo que debe llevar el procedimiento de curación a partir de su uso.
Sus habilidades curativas a partir de la medicina tradicional alcanzaron relevancia al curar desde enfermedades comunes, hasta enfermedades crónicas o degenerativas como la diabetes y el cáncer, según testimonios.
A pesar del machismo que impera en la etnia yaqui, María Matuz obtuvo reconocimiento, recibiendo los más altos honores de la tribu. De manera anual, encabezó la ceremonia yoreme a la que asisten cientos de yaquis a un centro ceremonial sagrado, con relevancia histórica dentro de su comunidad, este ritual se realizaba para curar, proteger y velar por su pueblo.  
En donde se lleva cabo el incendio de la iglesia de Bácum cuya patrona es Santa Rosa llamada “la Virgen del camino”. Con esto se busca que el legado de María Matuz siga vivo.